# Спомен-костурница у Велесу
|  | Овај чланак је део чланка о Споменицима посвећеним Народноослободилачкој борби 1941—1945. |

Спомен-костурница у Велесу је меморијални комплекс изнад реке Вардар у непосредној близини града. У костурници су сахрањени пали борци НОБ-а и жртве фашистичког терора, а грађена је од 1979. до 1980. године.

## Општи подаци
Костурница изгледом подсећа на стилизовану немачку кацигу, разбијену на четири дела. Изграђена је од армираног бетона, а унутар ње налази се гробница с остацима палих бораца НОБ-а и жртава фашизма из Велеса и околице града, комеморациони простор за посетиоце са скулптуром и спомен-музеј с изложбом и документима везаним уз ратни период 1941–1945. године. На зидовима архитектонске структуре налазе се пригодне мозаичне композиције с мотивима из Народноослободилачке борбе.
Аутори костурнице су инжењер архитектуре Саво Суботин, академски вајар Љубомир Деновић и академски сликар Петар Мазев.
До костурнице води дуг низ бетонских степеница. Уже подручје око здања хортикултурно је уређено, што све заједно чини посебан предео природе од меморијалног значења за период Македоније у НОБ-у.

## Галерија
- Поглед издалека
- Прилаз костурници
- Улаз у здање
- Пригодан текст
- Мозаици на зиду
- Скулптура у унутрашњости